# Novgorodskolan

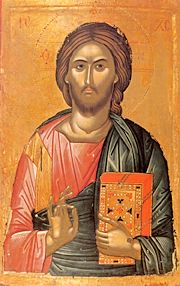
En av Feofan Grekens kristus-ikoner.

Novgorodskolan är en stilart inom ikonmåleri, utvecklad i den ryska staden och stadsrepubliken Novgorod där man började måla ikoner på 1000-stalet. Novgorodskolan kännetecknas av en rysk stil, det vill säga förenklade, ovala ansikten med färgar efter de pigment som kunde fås i regionen eller inköpas. De konstnärliga höjdpunkterna fanns i stadsrepublikens storhetstid. Gudsmodern - Novgorods skyddshelgon - var det viktigaste motivet. Andra var bland annat Elias, som skulle skydda mot eldsvådor. 1300-talet var speciellt i Novgorodskolans måleri. Primitiva och naiva ikoner gjordes främst av duktiga bymålare, men det fanns ett stort undantag. Cirka 1330 kom Theofanes Greken (eller Feofan Grek/Feofan Greken) till staden från Bysans. Theofanes Greken var en filosof och erfaren målare som återvände till ursprunget - traditioner från Bysans blandat med naturalism. Hans berglandskap var dock konstiga, då han hade aldrig sett berg och sådana saknades i sumptrakterna runt Novgorod. Theofanes fortsatte sedan till Moskva.